# Воинское кладбище № 395 (Карнюв)
Воинское кладбище № 395 (пол. Cmentarz wojenny nr 395) — воинский некрополь, который располагается в населённом пункте Карнюв гмины Коцмыжув-Любожице Краковского повята Малопольского воеводства, Польша. Некрополь входит в группу Западногалицийских воинских захоронений времён Первой мировой войны. На кладбище похоронены военнослужащие Австро-венгерской армии, погибшие 18 ноября 1914 года во время Первой мировой войны.
Находится в центра села Карнюв на обочине дороги Коцмыжув-Иголомя.

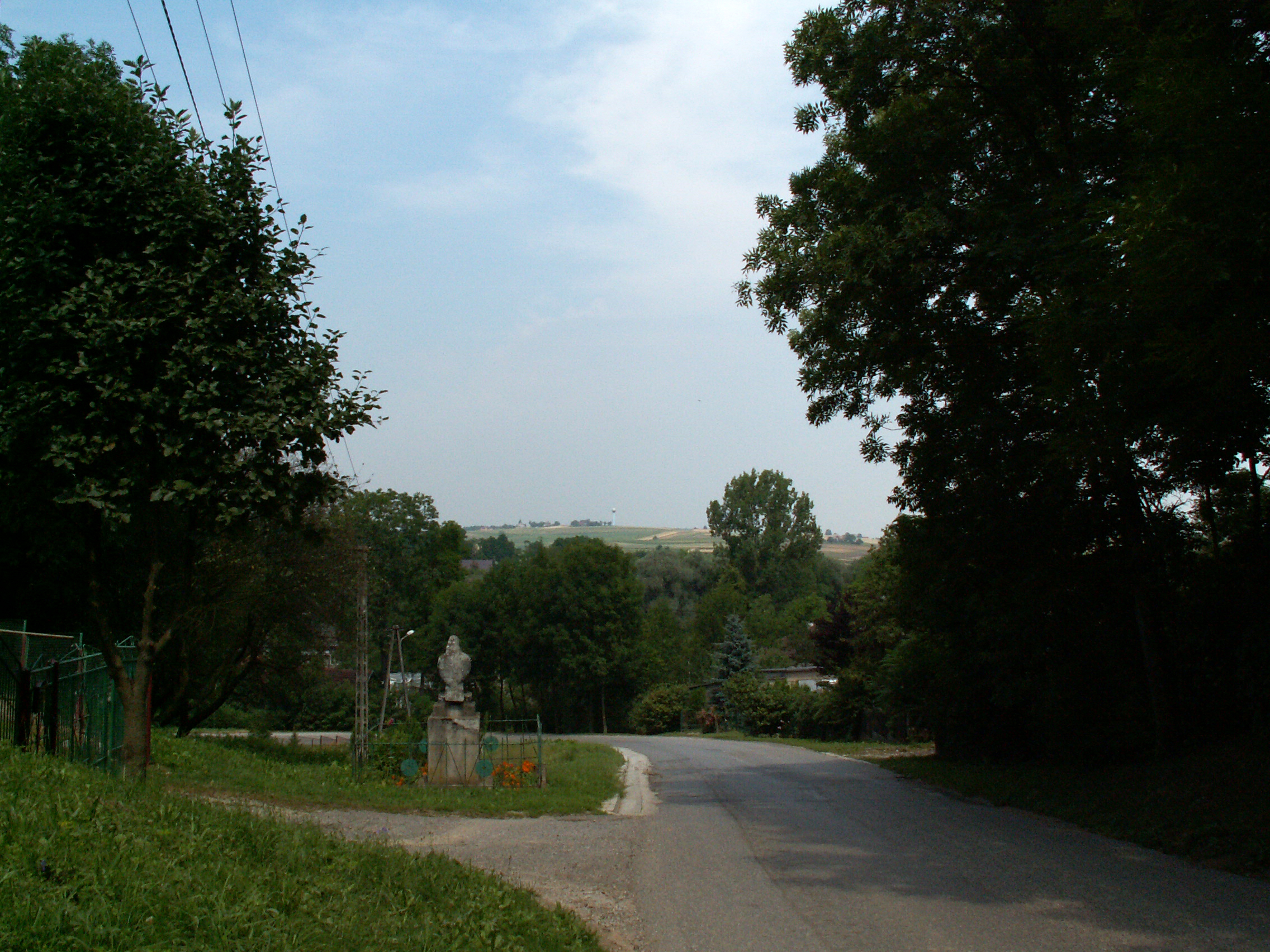

Кладбище было основано Департаментом воинских захоронений К. и К. военной комендатуры в Кракове в 1915 году. На кладбище находится братская могила, в которой похоронены десять австрийских солдат. Автором проекта кладбища был австрийский архитектор Ганс Майр.

## Источник
- Oktawian Duda: Cmentarze I wojny światowej w Galicji Zachodniej. Warszawa: Ośrodek Ochrony Zabytkowego Krajobrazu, 1995. ISBN 83-85548-33-5.
- Roman Frodyma, Galicyjskie Cmentarze wojenne t. III Brzesko-Bochnia-Limanowa, Oficyna Wydawnicza «Rewasz», Pruszków 1998, ISBN 83-85557-52-0